# Allogamus morettii
Allogamus morettii là một loài Trichoptera trong họ Limnephilidae. Chúng phân bố ở miền Cổ bắc.